# Julian Rubinstein

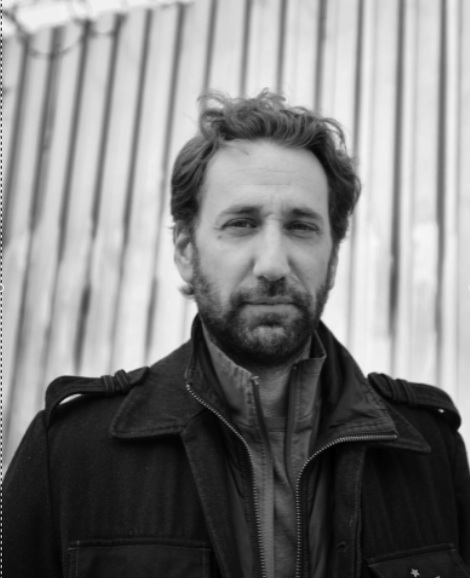
Julian Rubinstein

Julian Rubinstein (* 1968 in New York, USA) ist ein US-amerikanischer Journalist und Schriftsteller. Als Journalist arbeitete er unter anderem für das Musikmagazin Rolling Stone und die Zeitungen New York Times und The Washington Post sowie die Sportzeitschrift Sports Illustrated. Sein erster, und bislang einziger, Roman ist die Biographie des ungarisch-rumänischen Eishockeytorwarts und Bankräubers Attila Ambrus. Dieses Buch war in der Kategorie Best Fact Crime für den Edgar Allan Poe Award, in der Kategorie Best Non-fiction book für den Anthony Award im Jahr 2005 nominiert und gewann den Borders 2004 „Original Voices“ Non-Fiction Book of the Year. Die Rechte an dessen Lebensgeschichte verkaufte Rubinstein bereits an Johnny Depp. Rubinstein lebt und arbeitet in New York.

## Werke
- Ballad of the whiskey robber, New York : Little, Brown, c2004. ISBN 0-316-07167-6.
  - Deutsche Übersetzung: Die Ballade vom Whiskeyräuber, Berlin : Rogner und Bernhard bei Zweitausendeins, 2005. ISBN 3-8077-1012-4.